# XIII. Lajos francia király
XIII. Lajos (ismert ragadványnevén: Igazságos Lajos, franciául: Louis XIII le Juste; Fontainebleau, Francia Királyság, 1601. szeptember 27. – Saint-Germain-en-Laye, Francia Királyság, 1643. május 14.), Franciaország és Navarra királya, valamint Andorra társhercege 1610 és 1643 között. A Bourbon-dinasztia második uralkodó tagja a francia és navarrai trónon.
Lajos volt IV. Henrik francia király és Medici Mária királyné elsőszülött fia. Születésével egy időben megkapta a Viennois dauphinje címet, mint a trón várományosa. Apja meggyilkolását követően került a trónra 1610-ben. A megkoronázott gyermekkirály helyett kezdetben anyja és az olasz Concino Concini, majd Richelieu bíboros kormányzott. 1617-ben Concini meggyilkoltatását követően száműzte édesanyját, a saját fia ellen ármánykodó anyakirálynét. Uralkodása alatt egy erős és központosított abszolút monarchia megerősítésén dolgozott.
Regnálása idejére esett a hugenották és a Habsburgok elleni küzdelmek sorozata. A francia–spanyol háborút lezáró pireneusi békeszerződés keretén belül 1615-ben vette feleségül a spanyol király leányát, Ausztriai Annát. Bár kapcsolatuk idővel még ellenségessé is vált, 1638-ban megszületett első fiúk, a későbbi XIV. Lajos. Nincs egyértelmű bizonyíték, de Lajos feltételezhetően homoszexuális volt. Egyes feltételezések szerint szeretője volt két főminisztere, Charles d’Albert, Luynes hercege és Henri Coiffier de Ruzé, Cinq-Mars márkija is.

## Élete
1601. szeptember 27-én született a fontainebleau-i kastélyban. Apjának, IV. Henriknek a meggyilkolása után (1610. május 14.) gyermekként került a trónra, 1610. október 17-én koronázták meg Reimsben. Előbb anyja, Medici Mária és az olasz Concino Concini, utóbb Richelieu bíboros, aki 1624-ben első miniszter lett, kormányzott helyette. Az ifjú király vakon megbízott a bíborosban, még édesanyját is száműzetésbe küldte. 1615-ben feleségül vette III. Fülöp spanyol király leányát Ausztriai Anna infánsnőt, akitől 1638-ban gyermeke született, a későbbi XIV. Lajos. 1643. május 14-én halt meg Párizsban.

## Kormányzása és politikája
Lajos valódi uralkodását 1617-ben, Concino Concini meggyilkoltatásával kezdte. Anyját, Medici Mária anyakirálynét még aznap száműzte Blois-ba. Mária királyné képtelen volt elfogadni félreállítását, és az évek során több összeesküvéssel próbálkozott, de sikertelenül. Végül „önszántából” menekült el Franciaországból.

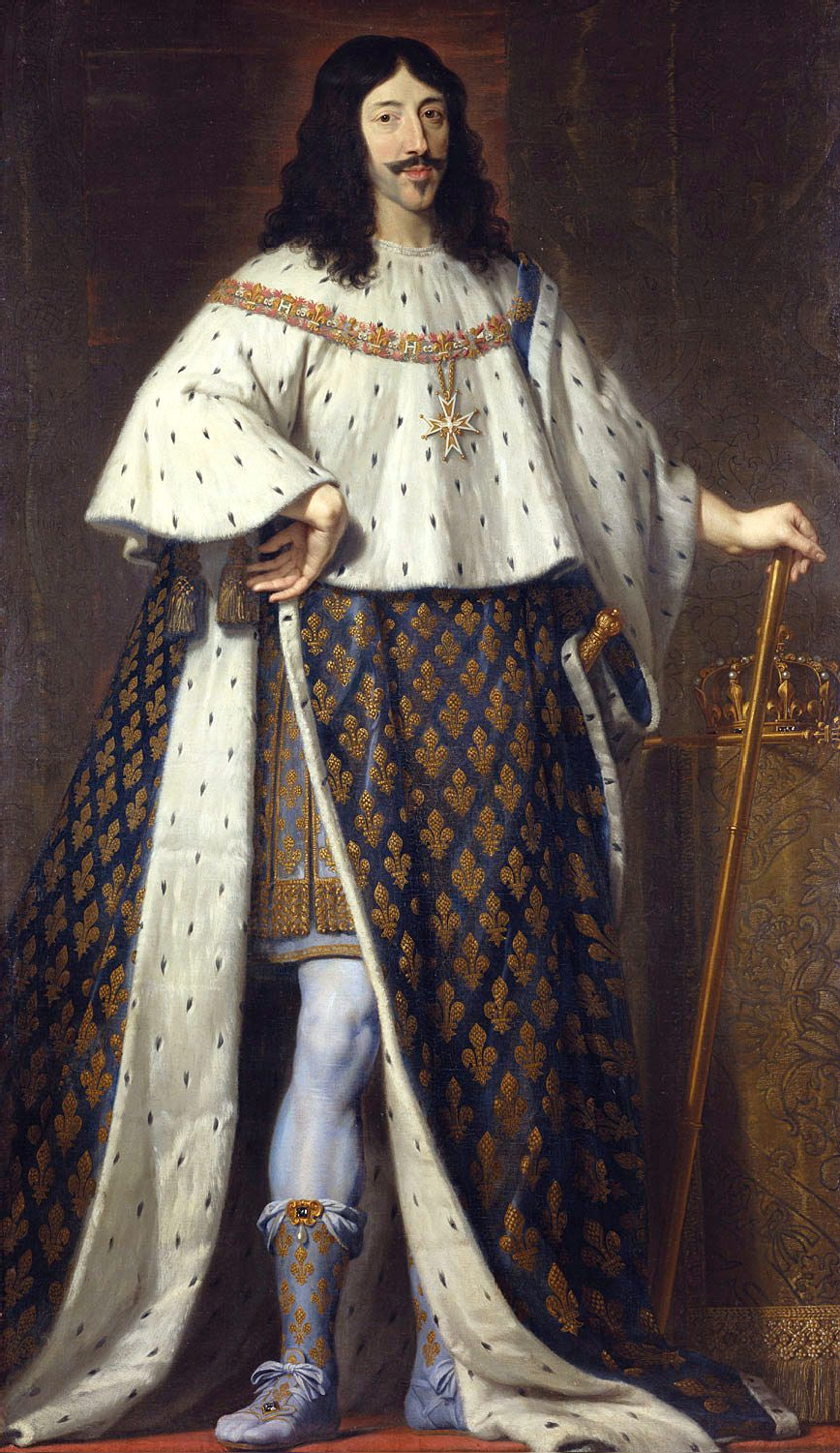
XIII. Lajos királyi díszben Champaigne festményén

Lajos célja az állam egységesítése, az abszolút monarchia megerősítése volt. Uralkodása alatt a francia csapatok elfoglalták La Rochelle-t, a hugenották központját. Ezen események hatására és főminisztere, Richelieu bíboros tanácsára 1614-től kezdve nem hívta egybe a rendi gyűlést. Az emelkedő királyi jövedelmek lehetővé tették számára a királytól függő hivatalszervezet kiépítését és központi zsoldoshadsereg fenntartását. Folytatta a királyi manufaktúrák létesítését és támogatta a külkereskedelmet.
Uralkodása idején egyre nagyobb szerephez jutott a IV. Henrik által alapított Louvre. A napjainkban számtalan képzőművészeti alkotásnak otthont nyújtó épületkomplexum felvirágoztatásához olyan kiváló művészt hívott udvarába, mint Nicolas Poussin. XIII. Lajos nem volt gyengekezű vagy ostoba uralkodó. Általa istenített apjához hasonlóan kiváló hadvezér és stratéga volt (pl. a La Rochelle-i kőgát építése). Élete korai éveiben sokat szenvedett betegesen nagyravágyó és végtelenül ostoba anyja megaláztatásaitól, s ez zárkózottá tette. Lajos másik „mumusa” saját öccse, Gaston orléans-i herceg volt, aki – anyjukhoz hasonlóan, és többször vele együtt – szintén sok nehézséget gördített az uralkodó útjába. (La Rochelle ostromakor kierőszakolta magának a főparancsnoki tisztséget, majd amikor elunta az ostromot, egyszerűen hazautazott.) Ilyen családi háttérrel nem meglepő, hogy az ifjú uralkodó megbízható és egyben tehetséges embereket keresett maga mellé. Armand Jean du Plessis de Richelieu, a későbbi Richelieu bíboros, főminiszter is még Medici Mária királyné tanácsadójaként kezdte pályafutását, később került – Lajos felkérésére – a király szolgálatába. A valóság tehát az, hogy a királyságot XIII. Lajos kormányozta – Richelieu bíboros hathatós segítségével.

## Hadjáratai
Uralkodása idején szembe került a Habsburgokkal, ez eredményezte 1629-es itáliai hadjáratát, melynek során megtörte befolyásukat Észak-Itáliában. A harmincéves háborúba is azzal a céllal lépett be, hogy megtörje a Habsburgok uralmát. II. Ferdinánd császár ellen szövetkezett Gusztáv Adolf svéd királlyal, Bethlen Gábor erdélyi fejedelemmel és a német fejedelmekkel is. 1635-ben zsoldjába vette weimari Bernát hadait, s felhasználva Bernát hirtelen bekövetkezett halálát, Elzászt magának tartotta meg. A harmincéves háborúval párhuzamosan, 1635-ben kitört francia–spanyol háborúban szerencsésen harcolt még a spanyol Habsburgok ellen is, akiktől Turenne tábornok 1642-es hadjáratával megszerezte Roussillon tartományt.

## Házassága, gyermekei
1615. november 9-én a bordeaux-i Saint-André-székesegyházban házasságot kötött Anna Mária Mauricia spanyol infánsnővel (1601–1666), aki Ausztriai Anna néven Franciaország királynéja lett. Házasságukból – 23 éven tartó várakozás és egyre halványuló reménykedés után – két fiú született:
- Louis Dieudonné herceg (1638–1715), a későbbi XIV. Lajos király
- Fülöp herceg, Orléans hercege (1640–1701)